# Mei ya de laohu
Mei ya de laohu (xinès simplificat: 沒牙的老虎, pinyin: Méi yá de lǎohǔ, literalment 'tigre sense dents') és un curtmetratge d'animació xinés produït per Shanghai Art Film Studio el 1985. Té disseny de personatges del dibuixant de còmics Han Yu, guió de Bingzi i va ser dirigida per Pu Jiaxiang.

## Sinopsi
Les dents del tigre són tan afilades que tots els animals del bosc li tenen por. Un dia, una guineu li va donar uns caramels al tigre, i després de tastar-los, li va agradar molt i va pensar que eren més deliciosos que la carn. A partir d'aleshores, la guineu portava cada dia tot tipus de caramels al tigre, i el tigre estava molt agraït. En acabant, el tigre havia menjat massa sucre i va patir càries i un mal de queixal insuportable. La guineu es va fer passar per dentista per tractar les dents del tigre i va aprofitar per a traure-li totes les dents al tigre.